# 수리 성운
독수리 성운(Eagle Nebula, M16 또는 NGC 6611)은 뱀자리에 있는 전리 수소 영역이자 산개 성단이다. 1745 ~ 46년에 장필리프 드 세조(Jean-Philippe de Cheseaux)가 발견하였다. 모양이 수리와 유사하여 이러한 이름이 붙었다. 이 성운 내부에는 항성 형성이 활동적으로 일어나는 수 많은 가스와 먼지가 있으며, 그 중에서도 허블 우주 망원경이 촬영한 창조의 기둥은 특히 유명하다.

## 특징

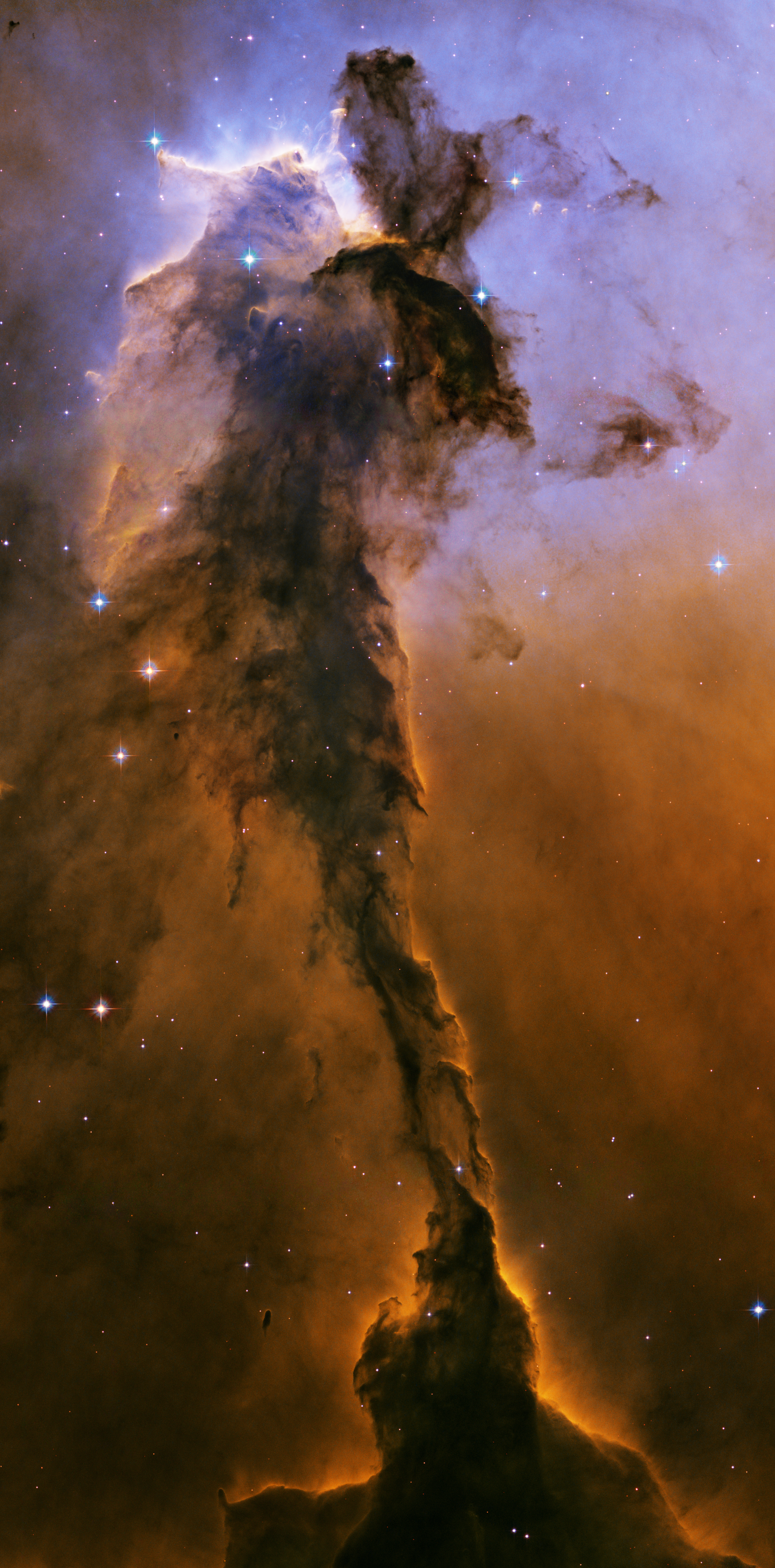
"별의 첨탑"(Stellar spire)

수리 성운은 사실 널리 퍼져 있는 발광성운 또는 전리수소영역 IC 4703의 일부분이다. 항성 형성이 활동적으로 일어나고 있는 이 영역은 지구에서 약 7000 광년 떨어져 있다. 성운에서 떼어내어 볼 수 있는 "별의 첨탑"(Stellar spire)의 높이는 약 9.5 광년 또는 90조 킬로미터이다.
성운 속에서 가장 밝은 항성(HD 168076)의 실시등급은 +8.24 등급으로, 쌍안경을 통해 쉽게 관측할 수 있다. 이 별은 사실 O3.5V 항성과 O7.5V 동반성으로 이루어진 쌍성이다.
수리 성운과 함께 있는 산개성단에는 약 460개의 항성이 있다. 나이는 약 1백 ~ 2백만 년으로 생각된다.
수리 성운이라는 이름은, 중앙의 분자구름 기둥("창조의 기둥")이 남동쪽으로부터 솟구쳐 중앙의 밝은 구역을 향하는 모양을 가리켜 수리라 하는 것이다. The name "Star Queen Nebula" was introduced by Robert Burnham, Jr., reflecting his characterization of the central pillar as the Star Queen shown in silhouette.

## "창조의 기둥"
제프 헤스터(Jeff Hester)와 폴 스코웬(Paul Scowen)이 1995년에 허블 우주 망원경으로 촬영한 사진은 성운 내부에서 일어나는 과정의 과학적 이해를 대단히 크게 진일보시켰다. 이들이 찍은 사진들 중 거대한 항성 형성 구역을 촬영한 사진 하나가 "창조의 기둥"이라는 이름으로 유명해졌다. 사진에 나타난 작고 어두운 것들은 원시별로 생각된다. 이 영역의 기둥 구조는 카시오페이아자리의 영혼 성운에 있는 훨씬 거대한 항성 형성 구역의 그것과 유사하다. 영혼 성운의 항성 형성 구역은 2005년에 스피처 우주 망원경이 촬영하였으며, "항성 창조의 기둥" 또는 "항성 형성의 기둥"이라고들 한다. 마치 동굴 바닥에 돋아난 석순을 닮은 이러한 기둥들은 성간(星間)의 수소 기체와 먼지로 이루어져 있으며, 이 수소 기체와 먼지는 새로운 별을 탄생시키는 인큐베이터 구실을 한다. 기둥의 내부와 표면에서 천문학자들은 밀도가 높은 기체의 매듭 또는 구상체를 발견했으며, 이것을 EGG("증발하는 기체 구상체Evaporating Gaseous Globules")라고 한다. 이 EGG들 중 몇몇의 내부에서 별이 형성되고 있다.

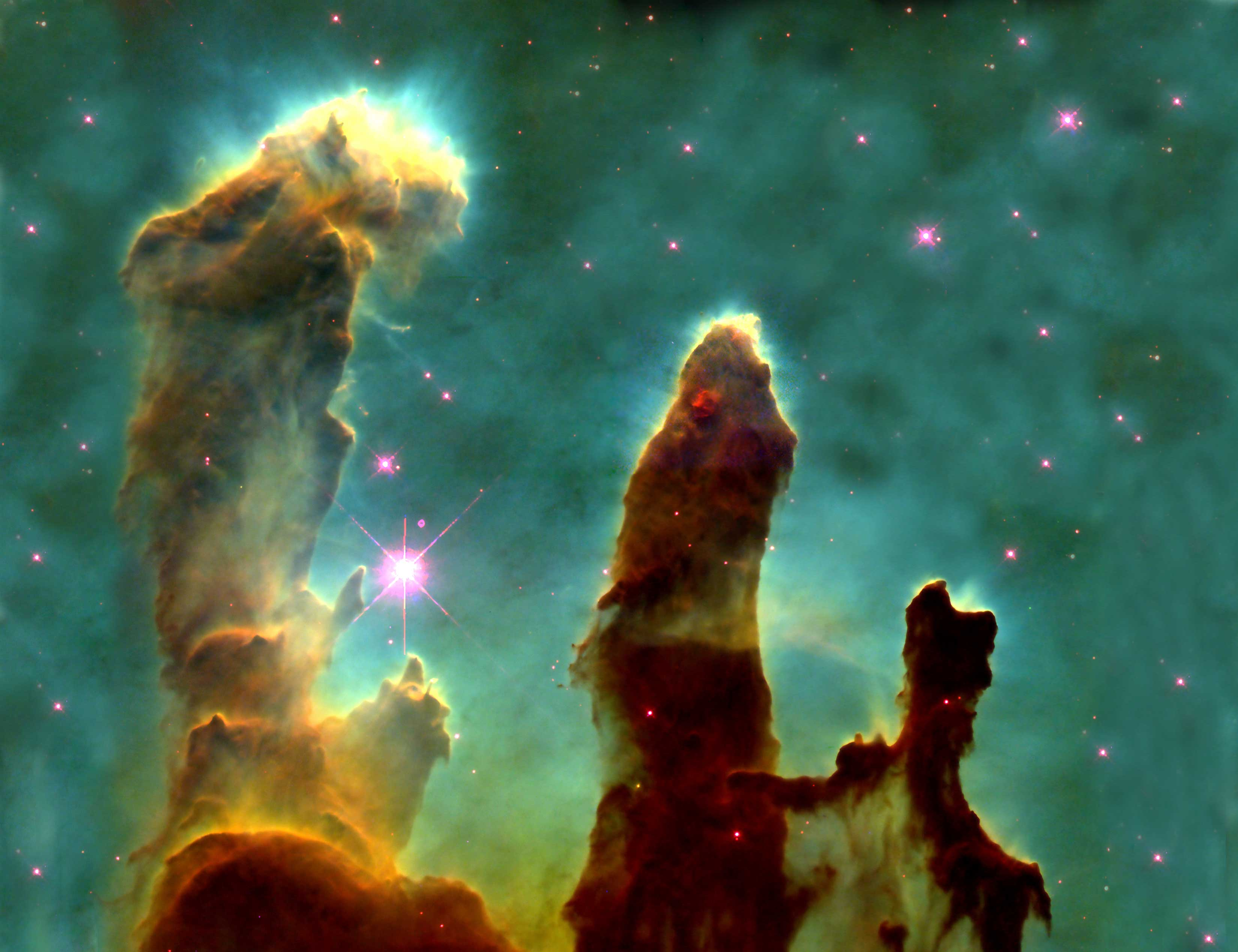
"창조의 기둥"

찬드라우주망원경의 엑스선 사진을 허블의 "기둥"사진과 비교한 결과, 엑스선(젊은 별이 방출)의 발광원이 기둥과 일치하지 않으며, 이 영역 일대에서 무작위적으로 나타나는 것이 밝혀졌다.
스피처우주망원경의 관측결과에 의하면, 수리 성운의 기둥들은 초신성 폭발로 인해 이미 파괴되었을 수도 있다. 2007년에 스피처가 관측한 뜨거운 기체는 약 8천에서 9천 년 전에 폭발한 초신성에 의해 이 영역이 흩뜨려졌음을 시사한다. 성운까지의 거리 때문에, 초신성의 빛은 지금으로부터 1천 ~ 2천 년 전에 지구에 도달했을 것이다. 초신성의 빛보다는 훨씬 느린 충격파가 초신성 폭발 이후 수천 년에 걸쳐 성운을 헤집고, 부서지기 쉬운 기둥들을 날려버렸다는 것이다. 그리고 그것이 파괴되는 빛이 지구에 도달하기 위해서는 또다시 수천 년이 걸릴 것이다.
하지만 이 설에 이의를 제기하는 천문학자들도 있다. 그들에 의하면 초신성은 창조의 기둥에서 관측된 것보다 더욱 강력한 전파와 엑스선을 방출해야 하며, 기체가 뜨거운 것은 막대한 크기의 별의 항성풍에 의한 것일 수도 있다. 그 주장이 맞다면, 창조의 기둥은 보다 점진적인 풍화의 과정을 겪고 있는 것이 된다.

## 같이 보기
- 메시에 천체 목록